# Кристиан Улрих II (Вюртемберг-Вилхелминенорт)
Кристиан Улрих II фон Вюртемберг-Вилхелминенорт (на немски: Christian Ulrich II von Württemberg-Wilhelminenort; * 27 януари 1691, замък Филгут до Олешница, Силезия; † 7 февруари 1734, Щутгарт) е херцог на Вюртемберг-Вилхелминенорт (Dobroszyce, Олешнишки окръг, Полша).

## Биография
Той е най-малкият син на херцог Кристиан Улрих I фон Вюртемберг-Бернщат (1652 – 1704), херцог на Вюртемберг-Бернщат (1669 – 1697), Вюртемберг-Оелс/Олешница (1697 – 1704), Вюртемберг-Юлиусбург (1697 – 1704), Вюртемберг-Вилхелминенорт (1697 – 1704), и втората му съпруга принцеса Сибила Мария фон Саксония-Мерзебург (1667 – 1693), дъщеря на херцог Кристиан I фон Саксония-Мерзебург (1615 – 1691) и Кристиана фон Шлезвиг-Холщайн-Зондербург-Глюксбург (1634 – 1701). Баща му Кристиан Улрих I се жени трети път на 4 февруари 1695 г. в Хамбург за принцеса София Вилхелмина от Източна Фризия (1659 – 1698).
По-големият му брат Карл Фридрих II (1690 – 1761) е херцог на Вюртемберг-Оелс-Юлиусбург (1704 – 1744) и регент на херцогство Вюртемберг. През 1744 г. бездетният му брат Карл Фридрих се отказва от управлението в Оелс/Олешница в полза на племенника му Карл Кристиан Ердман, син на по-малкия Кристиан Улрих II.
Кристиан Улрих II резидира в имението Вилхелминенорт (близо до Бернщат/Берутов), кръстено на мащеха му София Вилхелмина от Източна Фризия. На 26 януари 1723 г. при пътуването му в Рим той става католик.
Кристиан Улрих II фон Вюртемберг-Вилхелминенорт умира на 43 години на 7 февруари 1734 г. в Щутгарт и е погребан там.

## Фамилия
Кристиан Улрих II се жени на 13 юли 1711 г. за графиня Филипина Шарлота фон Редерн (* 18 февруари 1691; † 17 юни 1758, Оелс), дъщеря на граф Ердман фон Редерн фрайхер фон Крапиц († 1722) и графиня Шарлота фон Шултц († 1706). Те имат шест деца, един син и пет дъщери:
- Елизабет София Шарлота (*21 юни 1714; † 20 април 1716, Вилхелминенорт)
- Улрика Луиза (* 21 май 1715, Вилхелминенорт; † 17 май 1748, Оелс), канонеса в Гандерсхайм
- Карл Кристиан Ердман фон Вюртемберг-Оелс (* 26 октомври 1716; † 14 декември 1792), херцог на Вюртемберг от 1744 до 1792 г. в Оелс, от 1745 г. също в Бернщат-Оелс, женен на 8 април 1741 г. в Лаубах за графиня Мария София Вилхелмина фон Золмс-Лаубах (* 3 април 1721, Вецлар; † 26 март 1793, Оелс), дъщеря на граф Фридрих Ернст фон Золмс-Лаубах и графиня Фридерика Шарлота фон Щолберг-Гедерн
- Вилхелмина (* 10 ноември 1719; † 22 декември 1719, Вилхелминенорт)
- Франциска Шарлота Якобина (* 1 юни 1724, Вилхелминенорт; † 28 април 1728, Крапитц)
- Фридерика Йохана (* 17 октомври 1725, Вилхелминенорт; † 25 октомври 1726)